# Illinois Central Electric Railway
Die Illinois Central Electric Railway (ICE) war eine Interurban-Bahn im Fulton County im Westen von Illinois, westlich der Stadt Peoria.
Die Bahngesellschaft wurde am 9. Oktober 1903 gegründet. Die Strecke führte von Lewistown nördlich nach Farmington und hatte einen Abzweig von Norris nach Fairview. Die Bahn wurde wie folgt eröffnet:
- 1909 Canton–Brereton–Norris
- 1910 Norris–Fairview
- 1911 Norris–Gilchrist–Maplewood–Farmington
- 1912 Lewistown–Bryant–St. David–Dunfermline–Canton

Die Bahn verlor den Konkurrenzkampf gegen die Straße und wurde am 25. Juli 1928 stillgelegt und abgebaut.